# وایلدوود (تنسی)
وایلدوود (به انگلیسی: Wildwood) شهری در ایالت تنسی کشور ایالات متحده آمریکا است که جمعیت آن در سرشماری سال ۲۰۱۰ میلادی، ۱٬۰۹۸ نفر بوده‌است.